# S3M (format pliku)
S3M (Scream Tracker 3 module) – rozszerzenie formatu modułu muzycznego MOD. Stworzony został przez grupę Future Crew wraz z trackerem Scream Tracker 3. Jest to jeden z najbardziej rozbudowanych MODów, zyskał on dość dużą popularność na platformie PC (jednak nie taką jak XM).